# Silfverschiöld
Silfverskiöld och Silfverschiöld är två svenska adelsätter med samma ursprung, och med gemensamt ursprung som de utslocknade ätterna Silfvercrantz och von Hylthéen. De två ätterna fortlever i adliga ätten nummer 1073 Silfverskiöld och friherrliga ätten nummer 283 Silfverschiöld.
Ätternas stamfader är torparen Jöns i Hylta i Småland som levde under senare delen av 1500-talet. Hans son Andreas Jonae (1598-1666) blev kyrkoherde i Ölmstads socken, Växjö stift och riksdagsman. Han tog sig namnet Hyltenius, vilket hans söner ändrade till Hylthén och Hyltén. Andreas Hyltenius var gift med Anna Jönsdotter Gahm, och fick tre söner med henne, Johan (stamfader till Silfvercrantz), Lars (stamfader till von Hylthéen) och Niclas Hylthén.
Andreas Jonaes äldste son, professorn i svensk och romersk rätt vid Lunds universitet Nils Hyltenius, adlades 1686 på nummer 1073 och namnet Silfverskiöld. Hans första hustru Abela von Kempten tillhörde en tysk adelsätt, och den andra hustrun Juliana Gripenflycht var dotter till Peter Gripenflycht. Äldsta dottern gifte sig med Richard Ehrenborg. Ätten delades i första generationen i två grenar, utgående från en son ur vardera äktenskapet.
Äldsta grenen härstammar från Nils Silfverskiöld d.y. som var landshövding i Kristianstads län, och gift med friherrinnan Lilliecreutz. Deras tredje son, Arvid Silfverschiöld var landshövding och president i Svea hovrätt, samt gift med grevinnan Ulrika Magdalena von Seth, vars mor var en Gripenstedt. Han upphöjdes i friherrlig värdighet 1771 med namnet Silfverschiöld och nummer 283. Den friherrliga ätten fortlever, till vilken prinsessan Désirées make Niclas Silfverschiöld och deras barn hör, varav äldste sonen Carl Otto Edmund Silfverschiöld (född 1965) efter faderns bortgång 2017, är nuvarande huvudman för den friherrliga ätten.
En äldre bror till Arved Silfverschiöld, överstelöjtnanten Peter Silfverskiöld, är stamfader till huvudmannagrenen av den adliga ätten.
Yngre grenen utgår från Nils Silfverskiöld d.y:s halvbror Peter Silfverskiöld som var president vid Åbo hovrätt, och gift med en dotter till generalmajoren i Danmark Jacob de Bruine.

## Personer ur friherrliga ätten Silfverschiöld och adliga ätten Silfverskiöld

### Alfabetiskt ordnade
- Arvid Silfverschiöld (1710–1781), friherre och ämbetsman
- Carl Silfverschiöld (född 1965), civilekonom, godsägare
- Carl Gustaf Silfverskiöld (1692–1741), lagman
- Carl Otto Silfverschiöld (1827–1879), kabinettskammarherre, riksdagsman
- Carl-Otto Silfverschiöld (1899–1955), ryttmästare, kammarherre, godsägare
- Carl Ulrik Silfverschiöld svensk general
- Christina Silfwerschiöld (1719–1787), författare
- Christina Louise Silfverschiöld (född 1966), dotter till prinsessan Desirée
- Margareta Silfverskiöld (född 1937), keramiker, sångerska och kompositör
- Niclas Silfverschiöld (1934–2017), make till prinsessan Désirée, ägare till Kobergs slott
- Nils Silfverskiöld, flera personer
  - Nils Silfverskiöld (1635–1702), rättsvetenskapsman
  - Nils Silfverskiöld (1674–1753), hovrättsråd, vicepresident i Göta hovrätt, landshövding
  - Nils Nilsson Silfverskiöld (1751–1822), militär och ämbetsman
  - Nils Silfverschiöld (1753–1813), arméofficer, jordbrukare, politiker
  - Nils Silfverskiöld (1888–1957), läkare
  - Nils August Silfverschiöld (1787–1878), jordbrukare, riksdagsman
  - Nils August Silfverschiöld (1816–1869), jordbrukare, riksdagsman
- Otto Silfverschiöld (1871-1951), militär, riksdagsman
- Peter Silfverskiöld (1691–1758), hovrättspresident och justitiekansler
- Petter Silfverskiöld (1854–1940), läkare
- Tage Silfverskiöld (1909–1985), häradshövding
- Werner Silfverskiöld (1918–2010), läkare

### Kronologiskt ordnade
- Nils Silfverskiöld (1635–1702), rättsvetenskapsman
- Nils Silfverskiöld (1674–1753), hovrättsråd, vicepresident i Göta hovrätt, landshövding
- Peter Silfverskiöld (1691–1758), hovrättspresident och justitiekansler
- Arvid Silfverschiöld (1710–1781), friherre och ämbetsman
- Nils Nilsson Silfverskiöld (1751–1822), militär och ämbetsman
- Nils Silfverschiöld (1753–1813), arméofficer, jordbrukare, politiker
- Nils August Silfverschiöld (1787–1878), jordbrukare, riksdagsman
- Nils August Silfverschiöld (1816–1869), jordbrukare, riksdagsman
- Carl Otto Silfverschiöld (1827–1879), kabinettskammarherre, riksdagsman
- Petter Silfverskiöld (1854–1940), läkare
- Otto Silfverschiöld (1871-1951), militär, riksdagsman
- Nils Silfverskiöld (1888–1957), läkare
- Carl-Otto Silfverschiöld (1899–1955), ryttmästare, kammarherre, godsägare
- Tage Silfverskiöld (1909–1985), häradshövding
- Werner Silfverskiöld (1918–2010), läkare
- Niclas Silfverschiöld (1934–2017), make till prinsessan Désirée, ägare till Kobergs slott
- Margareta Silfverskiöld (född 1937), keramiker, sångerska och kompositör
- Carl Silfverschiöld (född 1965), civilekonom, godsägare
- Christina Louise Silfverschiöld (född 1966), dotter till prinsessan Désirée